# Crassula coccinea
Crassula coccinea és una espècie de planta suculenta del gènere Crassula de la família de les Crassulaceae.

## Descripció
És un arbust suculent, petit però robust, d'uns 30 a 60 cm d'alçada amb un hàbit vertical o estès.
Les tiges es ramifiquen des de la base. A mesura que les plantes es fan grans, la part baixa de les tiges es torna marró i s'asseca amb fulles noves i verdes brillants a les puntes.
Les fulles són suculentes, planes, connades a la base, ovades-oblongues o obovades, agudes o subagudes, i atapeïdes al llarg de les tiges, superposant-se entre elles.
A mitjan estiu (desembre-gener) fins a finals d'estiu (fins a març) les cridaneres flors es formen en un dens cap amb capçal pla a la punta de les tiges. Les llargues flors tubulars són de color vermell brillant i perfumat, sobretot al sol.

## Distribució
Planta endèmica de la província del Cap Occidental, a Sud-àfrica, des de la península del Cap fins a Stilbaai, on creix al fynbos en afloraments de pedra arenisca quarsítica, en escletxes o en vessants rocosos de les muntanyes, fins a altituds de 800 m.

## Taxonomia
Crassula coccinea L. va ser descrita per Carl Linnaeus i publicada a Species Plantarum. 1: 282 (1753).
Etimologia
- Crassula: nom genèric que prové del llatí crassus, que significa 'gruixut', en referència a les fulles suculentes del gènere.
- coccinea: epítet llatí que significa 'escarlata'.

Sinonímia
- Rochea coccinea DC.
- Danielia coccinea (L.) Lem.
- Dietrichia coccinea (L.) Tratt.